# DSA-155
La DSA-155 es una carretera perteneciente a la Red Secundaria de la Diputación Provincial de Salamanca que une las localidades de Macotera y  Salmoral.

## Origen y Destino
La carretera  DSA-155  tiene su origen en Macotera en la intersección con la carretera  SA-105 , y termina en el casco urbano de Salmoral formando parte de la Red de carreteras de Salamanca.